# Leslie Fernández
Leslie Fernández Barrera (Concepción, 1971) es una artista visual, docente e investigadora en el campo de la producción artística contemporánea. Ha participado en diversos proyectos de creación, gestión, investigación y difusión, destacándose Móvil (2009-2017), proyecto de difusión cultural, su participación en el colectivo artístico Mesa8 (2008-2015) y la codirección del programa de Residencias CASAPOLI (2010-2017). Actualmente trabaja como docente en el Departamento de Artes Plásticas de la Facultad de Humanidades y Arte y es coordinadora de exposiciones de la Casa del Arte José Clemente Orozco, Universidad de Concepción.

## Biografía y trayectoria
Entre los años 1989 y 1993 realiza estudios de Licenciatura en Artes Plásticas, mención Pintura en la Universidad de Concepción. En el año 2001 se traslada a México para ingresar a la Maestría en Artes Visuales, mención Pintura de la Academia San Carlos de la UNAM. En este periodo realiza una investigación de corte histórico sobre la relación entre texto y pintura contemporánea, con el propósito de reflexionar sobre su pertinencia y relación con la propia práctica artística. Se gradúa en el 2003 y regresa a Chile, año en el que retoma sus vínculos y exposiciones en la escena local. Es parte de esta etapa “Ciudad y palimpsestos” (Sala Universitaria, Concepción,2003), exposición en la que exhibe gran parte de su trabajo realizado en el extranjero .
Durante los años posteriores a su retorno realiza trabajos individuales y colectivos, cuyo centro son las preocupaciones en torno a lo cotidiano, el territorio y la descentralización del arte nacional. En dicho contexto forma parte del Polo de Desarrollo del Arte Contemporáneo (2003), orientado a potenciar el arte en la Región del Bio-Bío, a través del fortalecimiento de los actores de la escena local, estimulando la producción artística y el pensamiento crítico . Producto de esta iniciativa surge la exposición colectiva “Entrecruces: Biobío-Paraná”, en la que participan diversos artistas en exposiciones simultáneas en espacios y salas de Concepción y Rosario, Argentina, marcando un precedente para la visibilización de las artes locales. En el 2007 inicia su carrera como docente de pre y postgrado en el Departamento de Artes de la Universidad de Concepción, institución en la que forma parte del equipo editorial de la Revista Alzaprima, orientada a investigación de obras y prácticas artísticas. Su interés en este ámbito, la han llevado a adjudicarse, además, fondos concursables, entre ellos, Fondart Regional 2015 para la realización del proyecto “Artes visuales en Concepción, 1972-1990. Aportes desde lo local a la escena artística nacional”, actualmente en ejecución.

## Obra

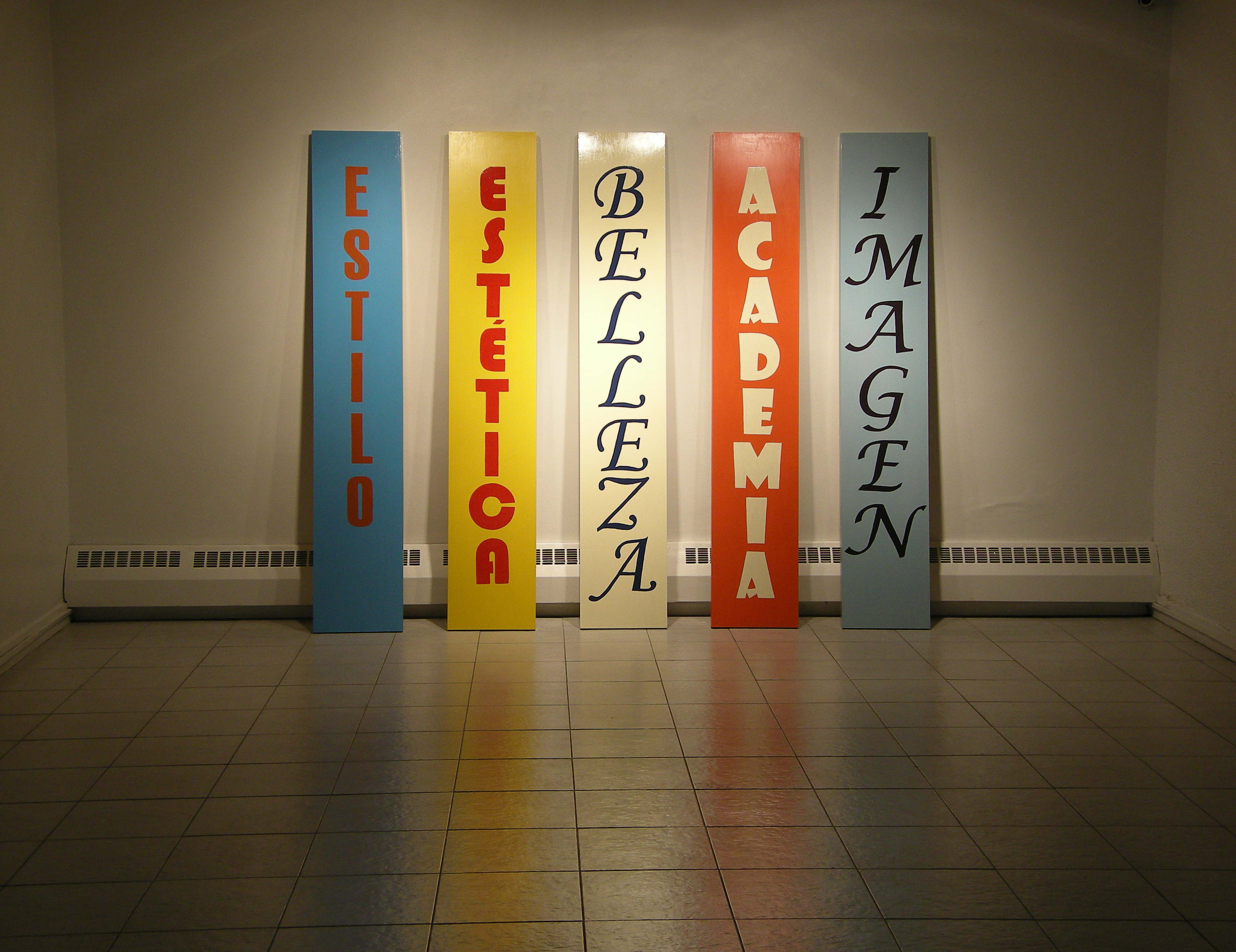
Estética 2008.Montaje Casa del Arte

Su trabajo ahonda en las nociones de obra y autor, a través de propuestas visuales que recuperan y se apropian de objetos de uso diario para desarticular la idea hegemónica de arte. En “Obras cotidianas” (2005), estas reflexiones se materializan a través de manteles y mesas como soportes artísticos que derriban el mito del arte como un acto sublime e ideal . En este ejercicio crítico, se pregunta, al mismo tiempo, por los mandatos y roles de género que condicionan a las mujeres a los llamados espacios domésticos. Como resultado de esta instalación, publica un libro que reúne los montajes realizados. Siguiendo estas preocupaciones, en la muestra “Estética 2008” (2008) se replantea los códigos artísticos y femeninos, otorgándoles un nuevo significado. Así lo explica en los textos que acompañaron la exposición: “Los códigos de la peluquería, lugar de dominio y de obsesión femenina en su constante transformación de imagen, de acuerdo con modas impuestas cultural y socialmente, son tomados como excusa para citar conceptos esenciales dentro de la historia del arte. …Mientras el salón de belleza ofrece estereotipos en la forma, el uso del color, el manejo del volumen; “la academia de arte” (si aún es posible referirse a ella en esos términos), preocupada única y obsesivamente de reproducir esquemas, se desarticula, requiere desenmarcarse y trabajar desde la interacción con otras fuentes, lenguajes y referencias” . A este ímpetu crítico se suman trabajos posteriores, entre ellos, la exposición “Lo relativo de la belleza” (Galería Balmaceda Arte Joven, 2010), a través del cual busca cuestionar la noción de cultura incorporando códigos y referentes de la cultura popular.
En el año 2009 junto al artista Óscar Concha crean MÓVIL, con el propósito de generar espacios para la difusión de obras de artistas locales. Emulando un dispensador de bebidas y comida, este dispositivo recorrió las calles de Concepción en un claro gesto de interpelar las relaciones arte y comunidad. Los proyectos “Balcón” y “En rodaje”, resultados de esta iniciativa, permitieron llevar el arte al espacio público para repensar su valor político y social. Es también autora de diversos textos en libros y revistas, entre ellos: “Resistencia Cultural desde las Artes Visuales en dictadura y sus vínculos con la Universidad de Concepción” publicado en Arte y política, 2005-2015 (2018). Proyectos curatoriales, textos críticos y documentación de obras, editado por Nelly Richard, Historias Recientes del gran Concepción 1960-1990 (2017), editado por Laura Benedetti y Danny Monsálvez. Participación en el libro Escuelas de arte, campo Universitario y formación artística (2015), coordinado por Carolina Herrera y Nelly Richard. “Lo relativo de la belleza”, Revista 180°, Universidad Diego Portales (2011). “La producción artística desde la diversidad de roles” Revista Alzaprima, Universidad de Concepción (2010), el libro “Balcón”, Móvil (2010) y “Popular pop” en Tráfico doméstico. Arte y pensamiento (2009) editado por Marcelo Sánchez. Ha coordinado, además, los libros Territorio compartido, ciclo residencias para artistas visuales e investigadores, Casapoli (2017), Meissner, Múltiples miradas, premio bicentenario Consejo regional de Cultura y las Artes, Concepción (2011) y En construcción, artistas visuales Concepción 2003-2008, Móvil (2010).

## Exposiciones individuales
- 2018 “La inauguración como acción de Arte”, Lectura performática, Eriazo project, Ausstellungsraum Klingental, Basel Suiza
- 2010 “Lo relativo de la belleza”, Galería Balmaceda Arte Joven, Concepción.
- 2008 “Estética 2008”. Casa del Arte, Universidad de Concepción.
- 2005 “Obras cotidianas”, Centro de Extensión Universidad Católica de la Santísima Concepción, Concepción, Chile.
- 2003 “Ciudad y palimpsestos”, Sala Universitaria de Concepción, Chile.
- 2006 “Reconstitución de escena”, Animita N.º 7.

## Exposiciones colectivas
- 2019: "Concepción, te devuelvo tu imagen. Arte y política 1972-1991”, co-curatoría con Carolina Lara y Gonzalo Mendina (investigación: Claudia Ortíz). Sala David Stitchkin, Universidad de Concepción, Concepción, Chile.
- 2018 “This is not Chile”, Eriazo project, Ausstellungsraum Klingental, Basel Suiza.
- 2016 “Depresiones intermedias”, Curatoría Rodolfo Andaur, Parque Cultura de Valparaíso, Chile
- 2015 MINGA, sistemas de trabajo colectivo, Curatoria Galería Temporal, Galería Gabriela Mistral, Santiago, Chile
- 2010 “Ejercicios de colección Concepción: identidad y territorio”. Proyecto curatorial realizado por Ramón Castillo, Casa del Arte, Universidad de Concepción, Chile
- 2009 “Humedales. Fotografías de un imaginario especular”, Sala de Arte, Mall Plaza Trébol, Museo Nacional de Bellas Artes, Concepción , Chile
- 2007 “Objeto de estudio. Secciones de borde”. Junto a las artistas Natascha de Cortillas y Carolina Maturana. Sala de Arte, Mall Plaza Trébol, Museo Nacional de Bellas Artes, Concepción , Chile 2007 “Menú de hoy. Comida Lenta: Arte y Alimento en Chile”. Muestra colectiva, Plaza Vespucio, Museo Nacional de Bellas Artes, Santiago.
- 2007 “ArteBA 07”, Barrio Joven, Buenos Aires, Argentina
- 2006 “Entrecruces: Biobío-Paraná”. Sala Universidad del Biobío, Concepción, Chile
- 2006 “Entrecruces: Biobío-Paraná”. Museo arte contemporáneo MACRO, Rosario, Argentina.
- 2002 “Fetichismo”, Estudiantes de Academia San Carlos, Ciudad de México.
- 2002 “Paisajes desde el silencio y la memoria”, Sala Gabriela Mistral, Consulado Chile en México, México
- 2000 Intervención colectiva en maestranza, ferrocarriles de Concepción. (Referencia nota aparecida en el Diario El Sur de Concepción, viernes 1º de septiembre, 2000)